# Mark Hughes (cestista)
Mark Anthony Hughes (Youngstown, 15 febbraio 1997) è un cestista statunitense.

## Carriera
Dopo aver trascorso la carriera universitaria con i Wright State Raiders, il 26 luglio 2019 firma il primo contratto professionistico con i Worcester Wolves. Il 10 settembre 2020 si trasferisce al La Roda, club militante nella Liga LEB Plata; resta in Spagna anche nelle stagioni successive, disputate con il Força Lleida e con l'Estudiantes.
Il 6 luglio 2023 viene firmato dagli Amburgo Towers, con cui esordisce in Eurocup.

## Palmarès
- British Basketball League Cup: 1

Worcester Wolves: 2020